# Quaregna
Quaregna là một đô thị ở tỉnh Biella vùng Piedmont của nước Ý, có vị trí cách khoảng 70 km về phía đông bắc của of Torino và khoảng 4 km về phía tây bắc của of Biella. Tại thời điểm ngày 31 tháng 12 năm 2004, đô thị này có dân số 1.325 người và diện tích là 5,8 km².
Quaregna giáp các đô thị: Cerreto Castello, Cossato, Piatto, Valdengo, Vallanzengo, Valle San Nicolao.